# Mayte Martin
Mayte Martín, geboren als María Teresa Martín Cadierno (Barcelona, 19 april 1965), is een Spaanse flamenco- en bolerozangeres en componiste. Ze is een van de belangrijkste flamencozangeressen van haar generatie en wijdt een deel van haar carrière aan het Spaans-Amerikaanse genre van de bolero.

## Biografie
Als kind begon ze te zingen in de familiekring en op 10-jarige leeftijd won ze een door een supermarkt georganiseerde zangwedstrijd. Vervolgens trad ze regelmatig op als amateur bij de peñas flamencas in Barcelona en de buitenwijken en werd ze op 16-jarige leeftijd professioneel muzikant. In deze periode leerde ze verschillende flamenco-palo's spelen, door te luisteren naar opnamen van flamencozangers als Juan Valderrama, Manolo Caracol, Camarón de la Isla, Lole Montoya en Pastora Pavón, bekend als La Niña de los Peines. Ze kreeg een professionele zangtraining en oefende haar vaardigheden als cantaora de atrás (zangeres voor flamencodans).
In 1987 won ze de eerste prijs Lámpara Minera op het Festival del Cante de las Minas in La Unión. Twee jaar later, tijdens het Concurso Nacional de Arte Flamenco de Córdoba, ontving ze de Antonio Chacón Prijs voor de beste Malagueña. Tegelijkertijd begon ze een internationale carrière, nadat ze door Peter Gabriel was uitgenodigd voor het WOMAD Festival. In 1994 nam ze haar eerste album Muy Frágil op met gitarist Chicuelo, met arrangementen van Joan Albert Amargós, die ook samenwerkt met bekende flamencomuzikanten als Paco de Lucía en Camarón de la Isla. In 2000 bracht ze haar tweede album Querencia uit, dat werd genomineerd voor de Latin Grammy Award 2001 als beste flamenco-album.
Hoewel ze al zeer bekend was als zangeres, trad ze opnieuw op als cantaora de atrás toen ze in 1996 de danseres Belén Maya ontmoette, met wie ze onder de titels Mayte Martín + Belén Maya (sinds 1996) en Flamenco de Cámara (sinds 2003) internationaal op tournee ging.
In 1997 ontving ze de prijs van de stad Barcelona, uitgereikt door het stadsbestuur, en de Nationale Muziekprijs als beste flamencocomponist.
In 1993 begon ze een professionele samenwerking met de jazzpianist Tete Montoliu, die duurde tot diens dood in 1997. Samen namen ze in 1996 jazzgeoriënteerde Boleros op in het album Free Boleros. In haar tweede Bolero album Tiempo de Amar (2002) speelt Omara Portuondo als gast in enkele van de nummers.
In 2005 vierde ze haar 30ste verjaardag als artiest in het Palau de la Música Catalana met het concert Mis 30 años de amor al Arte. Daarna toerde ze ermee door Europa. Dit concert werd in 2006 op dvd uitgebracht en laat haar zien als flamenco- en bolero zangeres. In 2009 bracht ze een album uit met liedjes, geschreven door Manuel Alcántara.

## Discografie
- 1994: Muy Frágil
- 1996: Free Boleros met Tete Montoliu
- 2000: Querencia
- 2002: Tiempo de amar
- 2008: De fuego y de agua met Katia en Marielle Labèque
- 2010: Al cantar a Manuel
- 2015: Cosas de dos
- 2024: Tatuajes